# アイヌの人々の誇りが尊重される社会を実現するための施策の推進に関する法律
アイヌの人々の誇りが尊重される社会を実現するための施策の推進に関する法律（アイヌのひとびとのほこりがそんちょうされるしゃかいをじつげんするためのしさくのすいしんにかんするほうりつ、平成31年法律第16号）は、アイヌ文化の振興・知識普及・啓発に関する日本の法律である。通称アイヌ施策推進法、アイヌ民族支援法、アイヌ新法。
2019年（平成31年）4月19日に成立、同年4月26日公布、同年（令和元年）5月24日施行。附則2条により、アイヌ文化の振興並びにアイヌの伝統等に関する知識の普及及び啓発に関する法律（平成9年法律第52号）は廃止された。

## 概要
この法律の目的は、法1条に定められている。
本法は施行から5年後以降に改正を行う見込みであり、日本政府は2024年から北海道の内外で意見交換会を行っている。2025年6月8日に札幌市で開かれた北海道アイヌ協会の通常総会では、同法に明記された「差別禁止」という条文の実効性を高め、アイヌ民族に対する差別を防ぐための方策を日本政府に要求することを明記した事業計画が承認された。

## 構成
- 第1章 総則（第1条 - 第6条）
- 第2章 基本方針等（第7条・第8条）
- 第3章 民族共生象徴空間構成施設の管理に関する措置（第9条）
- 第4章 アイヌ施策推進地域計画の認定等（第10条 - 第14条）
- 第5章 認定アイヌ施策推進地域計画に基づく事業に対する特別の措置（第15条 - 第19条）
- 第6章 指定法人（第20条 - 第31条）
- 第7章 アイヌ政策推進本部（第32条 - 第41条）
- 第8章 雑則（第42条 - 第45条）
- 附則